# Cristian Di Giambatista
Cristian Di Giambatista (Guaymallén, Mendoza, Argentina, 24 de abril de 1982) es un exfutbolista argentino que jugaba como volante.

## Trayectoria

### Aurora
Di Giambatista debutó con la camiseta de Aurora en el 2003. Jugó en el equipo boliviano hasta el 2004.

### Atlético Tucumán
Para la temporada 2004/05 volvió a Argentina y se sumó a Atlético Tucumán. En el decano disputó una temporada.

### Argentino de Rosario
En el 2005 viajó a Santa Fe, para sumarse a Argentino de Rosario. Jugó en el club rosarino hasta el 2006.

### Juventud Unida de Gualeguaychú
En el año 2006 se sumó a Juventud Unida de Gualeguaychú. Jugó en el equipo entrerriano hasta el 2008.

## Clubes
| Club                           | País      |
| ------------------------------ | --------- |
| Aurora                         | Argentina |
| Atlético Tucumán               | Argentina |
| Argentino de Rosario           | Argentina |
| Juventud Unida de Gualeguaychú | Argentina |